# میدو بروک (مینه‌سوتا)
میدو بروک (به انگلیسی: Meadow Brook) یک منطقهٔ مسکونی در ایالات متحده آمریکا است که در Linden Grove Township واقع شده‌است. میدو بروک ۱۰ نفر جمعیت دارد و ۳۹۲٫۸۹ متر بالاتر از سطح دریا واقع شده‌است.